# Praška defenestracija
Praška defenestracija (češko Pražská defenestrace, nemško Prager Fenstersturz) je naziv za dva dogodka iz češke zgodovine, ko je ljudstvo dobesedno pometalo predstavnike oblasti skozi okna, čeprav je z izrazom Praška defenestracija običajno mišljena druga praška defenestracija. Izraz defenestracija izvira iz latinskih besed de- (dol ali vstran) ter fenestra (okno ali odprtina).

## Prva praška defenestracija
V prvi praški defenestraciji je množica radikalnih čeških husitov 30. julija 1419 skozi okno vrgla sedem katoliških članov mestnega sveta, ki jih je razjarjena množica pod okni pokončala. Čeprav je bilo to seveda previdljivo, glavni namen defenestracije ni bil uboj teh sedmih oseb, temveč izraz skrajnega prezira do katoliške ideologije. Tudi poznejše defenestracije so bile namenjene predvsem osmešitvi in ponižanju nasprotnikov, kar je posebno značilno za dogodek iz leta 1483, ko so bile žrtve ubite pred metanjem skozi okna.

## Druga praška defenestracija
Druga praška defenestracija se je zgodila 23. maja 1618, ko so predstavniki protestantskih stanov vdrli v praški grad in po prepiru vrgli s tretjega nadstropja dva cesarska namestnika in njunega pisarja. Ti so sicer padec z višine 21 metrov preživeli, ker naj bi padli v kupe smeti pod oknom.. To je bilo hkrati znamenje za upor čeških protestantskih stanov proti habsburški katoliški oblasti.

## Kasnejše defenestracije
V zgodovini Češke je sicer prišlo še do nekaj podobnih akcij, ki pa jih s tem imenom v zgodovini ne omenjajo. 
Kronološko je do druge praške defenestracije (včasih jo imenujejo eno-in-polta defenestracija) se je zgodila 24. septembra 1483, ko je prišlo do nasilnega prevzema oblasti v starem in novem delu Prage, pri čemer so uporniki skozi okno mestne hiše vrgli sedem trupel ubitih prestavnikov mestne oblasti starega dela Prage. 
V zgodovinskih knjigah se včasih omenja tretja praška defenestracija, ki pa ni defenstracija v pravem pomenu besede. S tem izrazom označujejo smrt češkoslovaškega zunanjega ministra Jana Masaryka, ki so ga 10. marca 1948 našli mrtvega pod oknom kopalnice češkoslovaškega Ministrstva za zunanje zadeve. Uradno poročilo je smrt sicer označilo za samomor, večina ljudi pa je mnenja, da je bil Masaryk umorjen, pri čemer si niso enotni ali so ga skozi okno vrgli pripadniki sovjetske tajne službe ali češka komunistična vladajoča elita. Praška policija je v svojem poročilu iz leta 2004 zapisala, da je forenzična preiskava pokazala, da so Masaryka skozi okno kopalnice res vrgli še živega . Poročilo je leta 2006 na nek način potrdil tudi nek ruski novinar, ki je trdil, da je njegova mati poznala ruskega tajnega agenta, ki je Masaryka vrgel skozi okno.